# 你是我的勇氣
是一部2017年美國傳記劇情片，由大衛·高登·格林執導，其劇情改編自傑夫·鮑曼與布萊特·威特所著作的書籍《Stronger》。該片由傑克·葛倫霍、塔緹安娜·瑪斯蘭尼、米蘭達·李察遜和克蘭西·布朗主演。電影主要敘述在波士頓馬拉松爆炸案中失去雙腿的傑夫·鮑曼試圖面對全新生活的故事。
該片由獅門與Roadside Attractions定於2017年9月22日在美國上映。該片贏得了影評人普遍讚譽，主要稱讚成熟穩重的故事和葛倫霍的演技；儘管如此，該片以3000萬美元的預算而僅獲得了610萬美元的票房。

## 劇情
2013年，波士頓馬拉松爆炸案過後，傑夫·鮑曼在該事件中失去雙腿，為此他必須重新振作起來，以適應自己全新的生活。

## 演員
- 傑克·葛倫霍[4] 飾 傑夫·鮑曼（Jeff Bauman）：因爆炸案而失去雙腿的男性。
- 塔緹安娜·瑪斯蘭尼（英语：Tatiana Maslany）[5] 飾 艾琳·荷莉（Erin Hurley）：傑夫的女友。
- 米蘭達·李察遜[6] 飾 派蒂·鮑曼（Patty Bauman）：傑夫的母親。
- 小李察·連恩 飾 薩利（Sully）
- 克蘭西·布朗[6] 飾 老傑夫·鮑曼（Jeff Bauman, Sr.）：傑夫的父親。
- 法蘭姬·蕭（英语：Frankie Shaw）[7] 飾 蓋兒·荷莉（Gail Hurley）：艾琳的妹妹。

## 製作
2014年7月14日，據報導，獅門正在計畫一部改編自傑夫·鮑曼回憶錄《Stronger》的電影，其劇本由約翰·波洛諾負責撰寫。2015年7月17日，大衛·高登·格林簽約執導電影。 2015年7月29日，據報導，傑克·葛倫霍正在進行會談，並有望飾演鮑曼。2015年10月7日，塔緹安娜·瑪斯蘭尼正在會談飾演鮑曼的女友艾琳·荷莉。2016年2月2日，Bold Films將參與電影的製作和資助。2016年4月5日，米蘭達·李察遜和克蘭西·布朗加入演出，分別飾演鮑曼的母親與父親。同月，法蘭姬·蕭也確認參演。

### 拍攝
《你是我的勇氣》的主要攝影於2016年4月4日在波士頓開始進行。

## 發行
《你是我的勇氣》在美國的發行商為獅門和Roadside Attractions，並排於2017年9月22日在美國上映。

### 評價
《你是我的勇氣》所獲得的評價以正面居多, 不少人皆認為這不是一般的勵志電影。爛番茄根據118條評論，該片持有96%的新鮮度，平均得分為8.9／10。而在Metacritic上則獲得了76分。

## 另見
- 2013年波士頓馬拉松爆炸案
- 《愛國者行動》：2016年電影，同樣改編自該爆炸案。

## 外部連結
- 互联网电影数据库（IMDb）上《你是我的勇氣》的资料（英文）